# Kinks (album)
Kinks – pierwszy album grupy The Kinks, wydany 2 października 1964 roku.

## Opis płyty
Debiutancki album zespołu The Kinks odniósł duży sukces, głównie dzięki utworowi "You Really Got Me" ze słynnym riff'em gitarowym, solówką Dave'a Daviesa. Na reedycji tej płyty z 2004 roku zamieszczono inną znaną piosenkę pt. "All Day and All of the Night", praktycznie bliźniaczą do "You Really Got Me"

## Lista utworów
| 1.  | "You Really Got Me"                  | 2:13  |
|     |                                      |       |
| 2.  | "Beautiful Delilah"                  | 2:07  |
|     |                                      |       |
| 3.  | "So Mystifying"                      | 2:53  |
|     |                                      |       |
| 4.  | "Just Can't Go To Sleep"             | 1:58  |
|     |                                      |       |
| 5.  | "Long Tall Shorty"                   | 2:50  |
|     |                                      |       |
| 6.  | "I Took My Baby Home"                | 1:48  |
|     |                                      |       |
| 7.  | "I'm A Lover Not A Fighter"          | 2:03  |
|     |                                      |       |
| 8.  | "Too Much Monkey Business"           | 2:16  |
|     |                                      |       |
| 9.  | "Cadillac" (E. McDaniel)             | 2:44  |
|     |                                      |       |
| 10. | "Bald Headed Woman"                  | 2:41  |
|     |                                      |       |
| 11. | "Revenge"                            | 1:29  |
|     |                                      |       |
| 12. | "I've Been Driving On Bald Mountain" | 2:01  |
|     |                                      |       |
| 13. | "Stop Your Sobbing"                  | 2:06  |
|     |                                      |       |
| 14. | "Got Love If You Want It"            | 3:46  |
|     |                                      |       |
|     |                                      | 32:55 |
|     |                                      |       |

## Skład zespołu
- Ray Davies – gitara, harmonijka ustna, klawisze, wokal
- Dave Davies – gitara, wokal
- Peter Quaife – gitara basowa, wokal
- Mick Avory – perkusja
- Jimmy Page – gitara dwunastostrunowa
- Jon Lord – pianino
- Bobby Graham – perkusja

## Single
- "You Really Got Me" (1964)